# ジョヴァンニ・ガブリエーリ

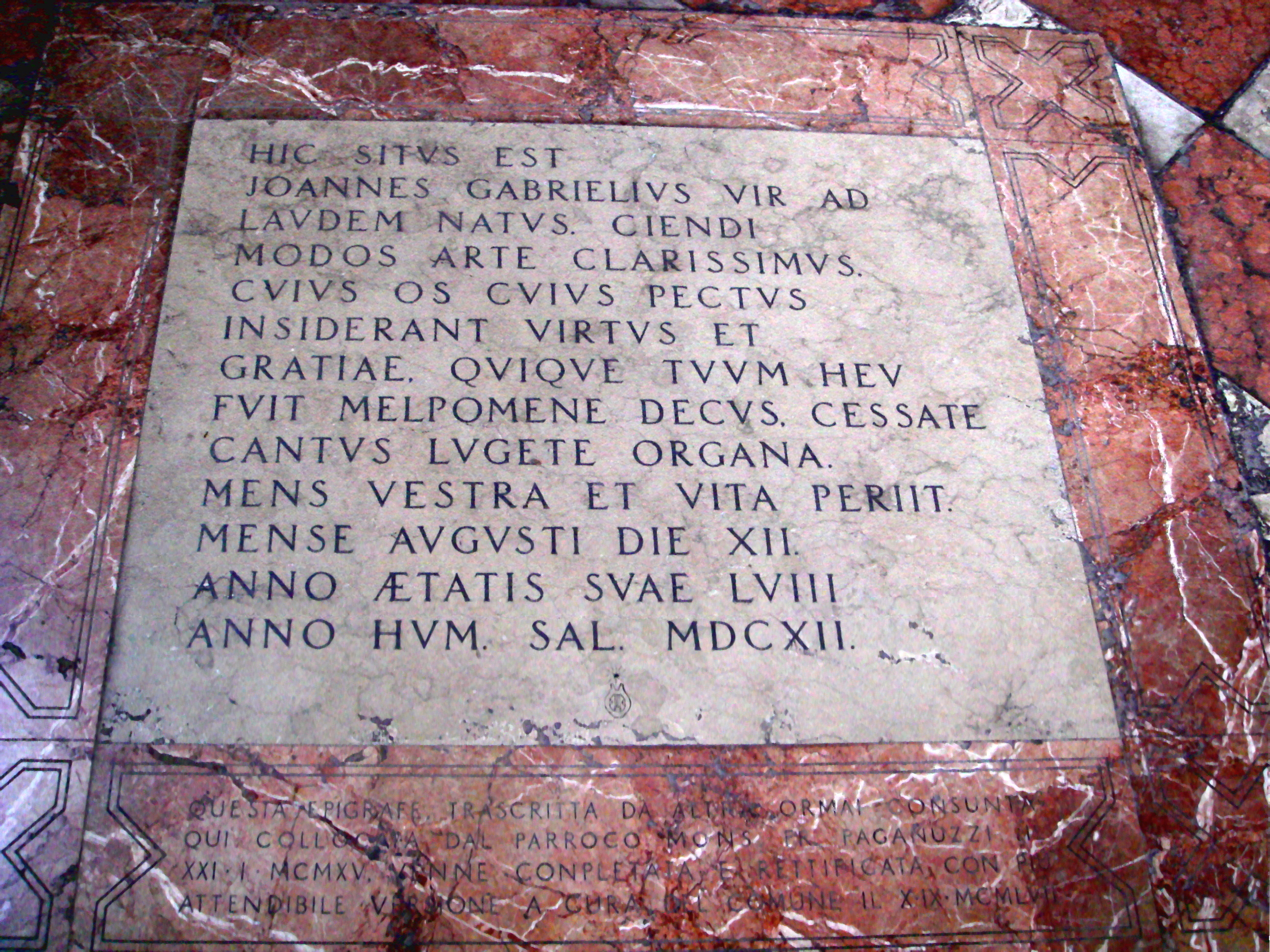
ヴェネチアのサントステーファノにあるジョバンニ・ガブリエーリの墓

ジョヴァンニ・ガブリエーリ（Giovanni Gabrieli, 1554年または1557年？ - 1612年8月12日）は、イタリアの作曲家・オルガニスト。
当時最も影響力のあった音楽家であり、ヴェネツィア楽派の頂点に立ってルネサンス音楽からバロック音楽への過渡期を代表する存在となった。諸外国、とりわけドイツ語圏から留学生を受け入れ、分割合唱による作曲技法を国外に広めた。

## 生涯
カルニア出身の父親のもとにヴェネツィアに生まれる。5人きょうだいのひとりであった。幼少期についてはほとんど知られていないが、おそらくおじのアンドレーアに師事していよう。後年の著述のいくつかから窺い知れるように、このおじに育てられたも同然だったらしい。ミュンヘンに留学し、バイエルン公アルブレヒト5世の宮廷にて高名なオルランド・ディ・ラッソに師事。1579年ごろまで同地に滞在した可能性がきわめて高い。
1584年にヴェネツィアに帰国。1585年にクラウディオ・メールロの後任として、聖マルコ大寺院の首席オルガニストに就任。翌年のおじの死に続いて、首席作曲家の地位も手に入れた。この頃、おじの作品を出版にそなえて校訂しており、ジョヴァンニ・ガブリエーリの尽力がなければアンドレーアの作品は散逸していたかもしれない。というのもアンドレーアは、自作の出版にほとんど頓着しなかったからである。しかしジョヴァンニは、おじの楽曲が卓越したものだからこそ、多くの時間を割いて編集・校正に携わるのだと考えていた。
サン・ロッコ大同信会のオルガニストの地位も手に入れ、こちらの席も終生にわたって暖め通したことにより、ガブリエーリの音楽活動はさらに勢いづいた。この地位は、ヴェネツィアのすべての宗教団体のうちで最も威信があり、かつ最も裕福であり、音楽体制の華やかさにおいては聖マルコ大寺院に次ぐ存在だったからである。ジョヴァンニ・ガブリエーリの作品のほとんどは、この教会のために作曲されたが、それでもおそらく聖マルコ大寺院のために作曲された曲より多いということはない。
聖マルコ大寺院は、卓越した音楽の長い伝統があり、ガブリエーリはそこで演奏された作品によって、ヨーロッパ中で最も有名な作曲家となった。ガブリエーリの影響力のある曲集『宗教曲集』 （サクレ・シンフォニエ、Sacrae symphoniae）（1597年）の発行によって、ヨーロッパ中の作曲家、とりわけドイツ出身の作曲家が、ヴェネツィアに留学することが流行り出した。明らかにガブリエーリは新しい弟子たちに、イタリアで作曲されたマドリガーレを研究させ、壮麗なヴェネツィア楽派の複合唱様式だけでなく、より親密なマドリガーレ様式をも母国に持ち帰らせたのである。ハンス・レーオ・ハスラーやハインリヒ・シュッツ、ミヒャエル・プレトリウスらは、過渡期の初期バロック音楽を北国のドイツに移植し、その後の音楽史の動向に決定打をもたらした。大バッハの音楽によって最高潮に達するドイツ・バロック音楽の諸作品は、ヴェネツィアに根を持つこの強力な伝統の上に築き上げられたのである。
ガブリエーリは、サン・ロッコ教会ともつながりを持ち、その声楽家や器楽奏者たちとも共演した。その演奏風景の記録は、イギリスの作家トマス・コライヤット（Thomas Coryat）の紀行文の中で伝えられている。
ガブリエーリは、1606年ごろから次第に体調が悪くなり、もはや演奏活動がままならなくなったために、教会当局が後継者探しに乗り出した。1612年に腎結石の悪化から亡くなった。

## 音楽と作曲様式
ジョヴァンニ・ガブリエーリは、当時流行の多くのジャンルで作曲したにもかかわらず、明らかに合唱のための宗教曲と器楽曲を好んでいた。声楽のための世俗曲は、すべてかなり初期の作品である。後半生においてガブリエーリは、声楽と器楽のための宗教曲に専念して、音響効果を最大限に追究した。
聖マルコ大寺院のジョヴァンニ・ガブリエーリに前後する作曲家と同じように、彼もまたこの大寺院の異例な空間配置を利用しようとしようとした。左右両陣の互いに向き合う聖歌隊席（と、それぞれに1つずつしつらえられたオルガン）が、著しい空間効果――エコーやディレイ、一種のステレオ効果――が得られるのである。
ほとんどのジョヴァンニ・ガブリエーリの作品は、合唱集団ないしは器楽集団が、まずは左手から聞こえ、それを右手の音楽家集団が追うというように、一種のアンティフォナ様式によっている。このような分割合唱様式は、数十年来の伝統があり、少なくともヴェネツィアにおいて開祖はおそらくアドリアン・ヴィラールトであったにせよ、ジョヴァンニ・ガブリエーリは、楽器法において二つ以上のグループを厳密に方向付けることにより、器楽集団や声楽集団の利用を、細心の注意をもって決定した最初の作曲家となったのである。
聖マルコ大寺院のアコースティックはこの400年の間にほとんど変化していないので、楽器は、適切に配置すれば、遠い地点でも完全に明晰に聞き分けることができる。したがって、たとえば弦楽器の独奏者と金管楽器の集団というような楽器編成は、文字にすると奇妙に見えても、聖マルコ大寺院で響かせてみるなら、完璧なバランスを保っているのである。
ガブリエーリは楽器の活用においてだけでなく、強弱記号の展開においても独創的であった。《ピアノとフォルテのソナタ Sonata pian' e forte》は、おそらく強弱法を用いた最初期の作品である。しかもその上、通奏低音を用いた最初の作曲家の一人でもあった。通奏低音は、1602年にロドヴィコ・ヴィアダーナの曲集によって一般化した作曲技法だったからである。

## 作品
- 『コンチェルト集』（1587年出版。叔父のアンドレアの作品も含まれる）
- 『サクレ・シンフォニーエ（第1巻）』（1597年出版。声楽曲はモテット、器楽曲はソナタとカンツォーナの計61曲を収めた作品集）
  - 「弱と強のソナータ(Sonata pian' e forte, a 8)」（8声のソナタ、分割合唱の作品。強弱記号、明確な楽器の指定。この曲集に収録されているソナタは、この曲と第8旋法による12声の曲だけである）
  - 「第1旋法による8声のカンツォーナ(Canzon primi toni a 8)」（分割合唱）
  - 「おお主イエス・キリスト(O Domine Jesu Christe)」（モテット、分割合唱）
- 『6曲のカンツォーナ集』（1608年出版）
  - 第1番「ラ・スピリタータ」（4声。オルガンまたは4つの旋律楽器）
- 『サクレ・シンフォニーエ（第2巻）』（死後の1615年出版。モテットのみ32曲を収録）
  - 「集いにて(In Ecclesiis)」（14声のモテット。明確な楽器、声楽パートの指定。通奏低音を用いた最初の作品の一つ。ガブリエーリの声楽作品では最も有名）
  - 「新月の夜にラッパを吹き鳴らせ(Buccinate in Neomenia tuba)」（19声。同曲集中最大規模のモテット）
  - 「神に向かって喜びの声を上げよ(Jubirate Deo)」（10声）
  - 「キリストよみがえりぬ(Surrexit Christus)」（11声）
  - 「憐み深い神は(Misericordia tuo, Domine)」（12声）
  - Suscipe, clementissime Deus（12声）
  - Hic est filius Dei（18声）
- 『カンツォーナとソナタ集』（1615年出版。器楽曲のみを収録。大部分は任意の楽器指定）